# Chiridiochernes platypalpus
Genre
Espèce
Chiridiochernes platypalpus, unique représentant du genre Chiridiochernes, est une espèce de pseudoscorpions de la famille des Chernetidae.

## Distribution
Cette espèce est endémique de Sulawesi en Indonésie. Elle se rencontre vers le Gunung Lampobatang.

## Habitat
Ce pseudoscorpion vit dans les poils du rat Bunomys penitus.

## Description
Le mâle holotype mesure 2,92 mm.

## Publication originale
- Muchmore, 1972 : A remarkable pseudoscorpion from the hair of a rat (Pseudoscorpionida, Chernetidae). Proceedings of the Biological Society of Washington, vol. 85, p. 427-432 (texte intégral).